# Тетраетил ортосилікат
Тетраетил ортосилікат також відомий як тетраетоксисилан, скорочено ТЕОС — хімічна сполука з групи силанів. Етер ортосилікатної кислоти і етилового спирту з формулою Si(OC2H5)4. ТЕОС це безбарвна рідина зі слабким ефірним (пряно-солодкуватим, дещо схожим зі спиртовим) запахом, розчиняється в інертних органічних розчинниках та воді, реагує з вищими спиртами.

## Хімічні властивості
Молекула ТЕОС тетраедрична. Як і багато інших аналогів, він виготовляється безпосередньою реакцією тетрахлорсилану з етанолом: SiCl4 + 4EtOH → Si(OEt)4 + 4HCl, де Et — етилова група, C2H5, і EtOH — етанол, відповідно.
При реакції з водою в кислих або основних умовах він гідролізується до силанолів, які негайно конденсуються, утворюючи силікагель.
Si (OC2H5)4 + 2H2O → SiO2 + 4C2H5OH
Ця реакція гідролізу є прикладом процесу золь-гель, побічним продуктом якого є етанол. Реакція протікає через ряд реакцій конденсації, які перетворюють молекулу ТЕОС на мінералоподібну тверду речовину шляхом утворення зв'язків Si-O-Si. Швидкість цього перетворення чутлива до присутності кислот і основ, які служать каталізаторами. Яскравим прикладом є процес Штобера, що дозволяє утворювати монодисперсний та мезопористий діоксид кремнію.
За підвищених температур (> 600 °C) ТЕОС перетворюється на діоксид кремнію: Si(OC2H5)4 → SiO2 + 2(C2H5)2O
Летким копродуктом даного процесу є діетиловий етер.
ТЕОС не дуже чутливий до вологи, але має зберігатися в герметичних посудинах, щоб уникнути випадкового гідролізу.
За присутності води і водних розчинів мінеральних кислот відбувається гідроліз тетраетоксисилану з відщепленням етанолу і подальшою конденсацією гідроксипохідних. В залежності від умов гідролізу (температура, тип каталізатора, наявність органічного розчинника) утворення гелю може відбуватися з різною швидкістю.
За присутності різних спиртів (та іноді каталізатора) тетраетоксисилан здатний переетерифіковуватись, приєднуючи молекули спирту з відщеплюванням етанолу. Реакція переетерифікації є оборотною, тому для повноти проходження реакції переетерифікації етанол, як правило, відводиться самостійно або з відповідним азеотропним компонентом.

## Застосування
Використовується в стоматології, ювелірній справі та технології кераміки як компонент форми при знятті зліпків.
Є основою для синтезу інших етерів ортосилікатної кислоти шляхом переетерифікації з паралельною відгонкою етилового спирту, що виділяється.
При синтезі кремнійорганічних полімерів застосовують як затверджувач.
Використовується як джерело діоксиду кремнію для синтезу деяких цеолітів.
У виробництві аерогелю, при цьому використовують його реакційну здатність до утворення зв'язків Si-OR.
Історично використовувався як добавка до ракетного палива на спиртовій основі для зменшення теплового потоку до стінки камери двигунів з регенеративним охолодженням більш ніж на 50 %.
Інші застосування:
- Синтез поліетилсилоксанових рідин, отримання діоксиду кремнію особливої чистоти.
- Приготування високоефективних фосфоресцентних і флуоресцентних матеріалів.
- У вигляді гідролізованого продукту — добавка до фарб для підвищення їх адгезії до скла, атмосферо- і теплостійкості.
- У виробництві будівельних матеріалів — для обробки останніх з метою підвищення їх твердості, атмосферо- і водостійкості, поліпшення зовнішнього вигляду і зниження пористості.
- Як зшивний агент у силіконових полімерах та як попередник двоокису кремнію в напівпровідниковій промисловості[8].
- Покриття для килимів та інших предметів.